# Даниел Адаир
Даниел Патрик Адаир (на английски: Daniel Patrick Adair) е канадски барабанист, перкусионист. Той е най-известен като барабанист в рок групата „Никълбек“. Бил е барабанист и в 3 Doors Down, канадската група Suspect и инструменталната фюжън група Martone.

## Биография
Роден и израснал във Ванкувър, Даниел Адаир започва да свири на барабани на 13-годишна възраст. Баща му (1967) също е барабанист. Адаир е бил фен на групата Rush и след като завършва гимназията, става неин барабанист. След 7 месеца напуска групата и отива във фюжън групата Martone. Прави 6 албума с нея и отива в Suspect, но прави само 1 албум с нея. След година и половина напуска групата, защото 3 Doors Down го иска за барабанист. Адаир прави 3 албума с нея и от 2004 година е барабанист на „Никълбек“.

## Албуми
- Martone – Shut Up 'n Listen (1995)
- Martone – Zone (1999)
- Martone – A Demon's Dream (2002)
- Suspect – Suspect (2003)
- 3 Doors Down – Another 300 Miles (2004)
- 3 Doors Down – 3 Doors Down Live DVD (2005)
- 3 Doors Down – Seventeen Days (2005)
- Theory of a Deadman – Santa Monica (2005, само една песен)
- Nickelback – All The Right Reasons (2005)
- Bo Bice – You're Everything (2006) (Само една песен)
- Martone – When Aliens Come (2007)
- Martone – Live In Your Face DVD (2007)
- Nickelback – Dark Horse (2008)
- Martone – Clean (2009)
- Burn Halo – Burn Halo (2009)
- Thornley – Tiny Pictures (2009)
- Nickelback – Here And Now (2011)